# Domenico Rangoni
Domenico Rangoni (Medicina, 1 de março de 1915 — Guarujá, 8 de novembro de 1987) foi um sacerdote católico italiano radicado no Brasil. 
Com título de cônego, atuou na cidade de Guarujá (São Paulo), onde foi aclamado cidadão guarujaense pela prefeitura em gratidão por seu trabalho na área de educação. 
Em sua homenagem foi denominada a Rodovia Cônego Domênico Rangoni, popularmente conhecida como Piaçagüera-Guarujá.